# 1709 en science
| Années de la science : 1706 - 1707 - 1708 - 1709 - 1710 - 1711 - 1712    |
| Décennies de la science : 1670 - 1680 - 1690 - 1700 - 1710 - 1720 - 1730 |

Cet article présente les faits marquants de l'année 1709 en science.

## Évènements
- 1er janvier, cap Horn : début du voyage de trois ans dans le Pacifique Sud du Français Jean Doublet[1].
- 25 janvier : le maître de forge britannique Abraham Darby, établi en Écosse, découvre empiriquement le procédé de fonte au coke[2]. Abraham II Darby perfectionne l’invention de son père pour en faire un procédé industriel utilisable (v. 1720). L’usage du coke permet la construction de hauts fourneaux puissants. La qualité des métaux est augmentée lorsque les frères Darby adjoindront une soufflerie à leur haut fourneau.

- Janvier : l'empereur de Chine Kangxi fait appel à des cartographes français pour dresser le carte de son empire[3].
- 20 mars : première fabrication de porcelaine en Europe par Johann Friedrich Böttger[4].
- 13 juillet : Jean Marie Farina fonde la plus ancienne fabrique d'eau de Cologne à Cologne[5].
- 8 août : Bartolomeu Lourenço de Gusmão fait voler un ballon à air chaud au Portugal[6].

- Le physicien allemand Gabriel Fahrenheit met au point un  thermomètre à alcool gradué en degrés Fahrenheit[7].

## Publications
- Nicolas Bion : Traité de la construction et des principaux usages des instruments de mathématiques. Il y décrit une plume sans fin, ancêtre du stylo-plume à réservoir[8].
- Noël Chomel : Dictionnaire œconomique.
- Francis Hauksbee : Physico-Mechanical Experiments on Various Subjects. Il résume les résultats de plusieurs expériences en électricité et autres domaines.

## Prix
- Sir Godfrey Copley décède et lègue par son testament à la Royal Society des fonds pour la création de la Médaille Copley une récompense annuelle dans le domaine des sciences (premier lauréat en 1731).

## Naissances

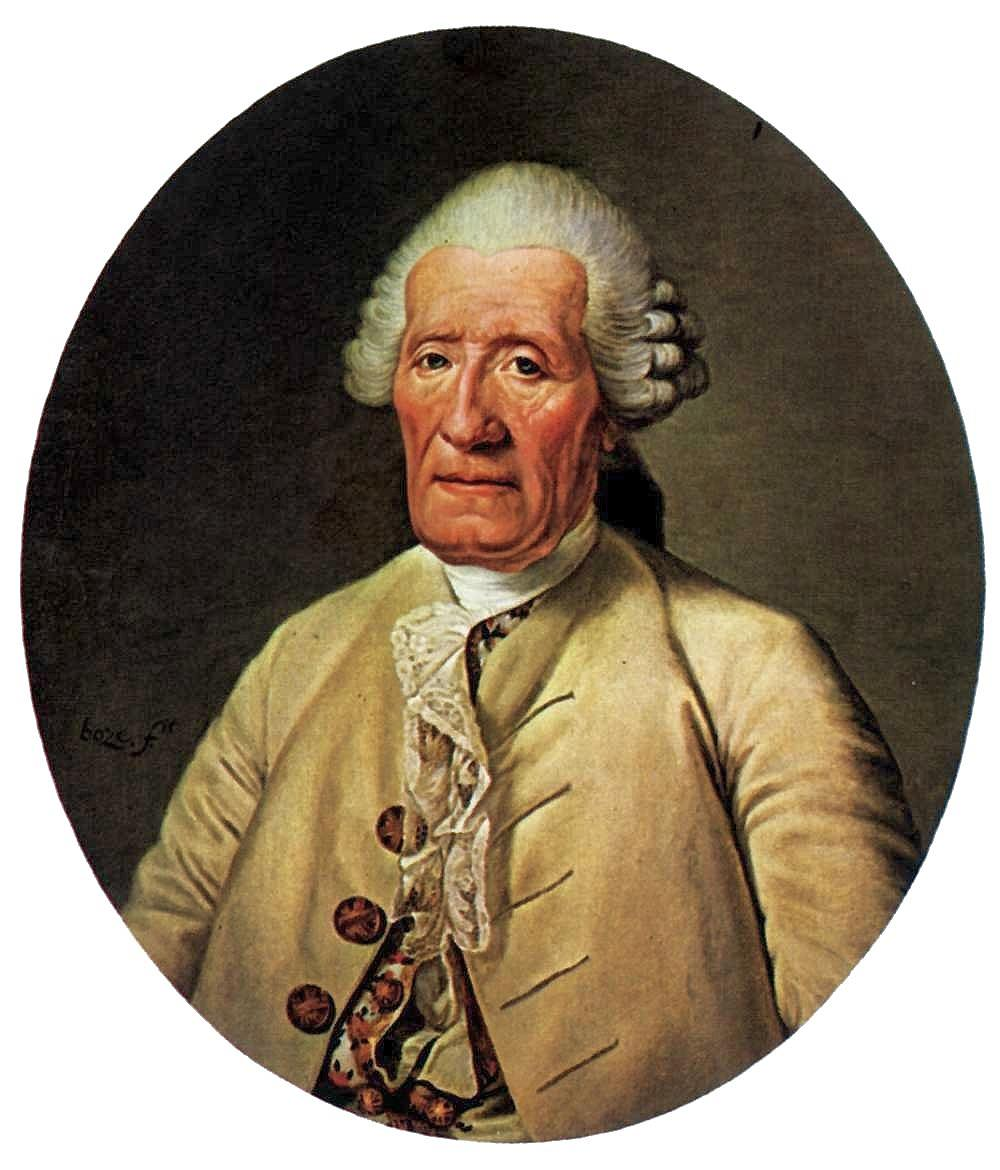
Jacques de Vaucanson

- 24 février : Jacques de Vaucanson (mort en 1782), ingénieur et inventeur Français.
- 3 mars : Andreas Sigismund Marggraf (mort en  1782), chimiste allemand.
- 10 mars : Georg Wilhelm Steller (mort en 1746), naturaliste allemand.
- 18 mars : Johannes Gessner (mort en 1790), médecin et naturaliste suisse.
- 17 avril : Giovanni Domenico Maraldi (mort en 1788), mathématicien et astronome franco-italien.
- 27 avril : Gottfried Heinsius (mort en 1769), mathématicien, géographe et astronome allemand.
- 11 juillet : Johan Gottschalk Wallerius (mort en 1785), chimiste et minéralogiste suédois.
- 8 août : Johann Georg Gmelin (mort en 1755), botaniste allemand.
- Août : Nicolas Bidet (mort en 1782), agronome français.
- 5 novembre : Thomas-François Dalibard (mort en 1799), naturaliste français.
- 25 décembre : Julien Offray de La Mettrie (mort en 1751), médecin et philosophe Français.

## Décès
- 29 juin : Antoine Thomas (né en 1644), jésuite astronome belge en Chine.
- 30 juin : Edward Lhuyd (né en 1660), naturaliste gallois.
- 17 octobre : François Mauriceau, obstétricien français (né en 1637)